# Megalorhipida vivax
Megalorhipida vivax là một loài bướm đêm thuộc họ Pterophoridae. Nó được tìm thấy ở Nam Phi và Gambia.